# 義大利駐中華民國大使館舊址
義大利駐中華民國大使館舊址是位於中國江蘇省南京市鼓樓區武夷路13號的一棟建築，由徐敬直設計，建造於1937年，高兩層。該建築在二戰後被義大利租用，作為駐中華民國大使館使用。